# Іффельдорф
Іффельдорф (нім. Iffeldorf) — громада в Німеччині, розташована в землі Баварія. Підпорядковується адміністративному округу Верхня Баварія. Входить до складу району Вайльгайм-Шонгау. Складова частина об'єднання громад Зесгаупт.
Площа — 27,61 км2. Населення становить 2723 ос. (станом на 31 грудня 2020).